# Étienne Laray
Étienne Louis Hilaire Laray, né à Paris le 13 février 1830 et mort à Asnières-sur-Seine le 30 avril 1890, est un acteur de théâtre français.

## Biographie
Il commence sa carrière en 1848 dans Ruy Blas et est engagé en 1854 au Théâtre de l'Odéon. Attaché dès 1878 au Théâtre de la Porte-Saint-Martin, il est connu pour avoir remplacé Louis Dumaine pour les reprises au Théâtre du Châtelet du Tour du monde en quatre-vingts jours du 1er avril au 1er octobre 1876 (187 représentations) ainsi que de 1884 à 1889 et pour avoir créé le rôle d'Ayrton dans Les Enfants du capitaine Grant (1878). Il joue aussi Michel Strogoff dans la reprise de la pièce en 1882 puis Ivan Ogareff, en 1887 dans la même pièce.